# William C. Redfield
William Cox Redfield (ur. 18 czerwca 1858 w Albany, zm. 13 czerwca 1932 w Nowym Jorku) – amerykański polityk, członek Partii Demokratycznej, sekretarz handlu. Jego ojcem był Charles Bailey Redfield (1818–1876), młodszy syn meteorologa Williama Charlesa Redfielda.

## Działalność polityczna
W okresie od 4 marca 1911 do 3 marca 1913 przez jedną kadencję był przedstawicielem 5. okręgu wyborczego w stanie Nowy Jork w Izbie Reprezentantów Stanów Zjednoczonych. Od 5 marca 1913 do 31 października 1919 był sekretarzem handlu w gabinecie prezydenta Wilsona.